# Sylvain Bouchard (patinage de vitesse)
Pour les articles homonymes, voir Sylvain Bouchard et Bouchard.
Sylvain Bouchard, né le 12 avril 1970 à Loretteville, est un patineur de vitesse canadien.

## Biographie
Aux Jeux olympiques d'hiver de 1994 à Lillehammer, Sylvain Bouchard se classe cinquième de l'épreuve du 500 mètres et onzième de l'épreuve du 1 000 mètres.
En 1998, il remporte la médaille d'or en 1 000 mètres et la médaille d'argent en 500 mètres aux Championnats du monde simple distance. La même année, Sylvain Bouchard termine quatrième du 500 mètres et cinquième du 1 000 mètres aux Jeux olympiques d'hiver de 1998 se tenant à Nagano.